# Мухамед I (Султан Селџука)
Мухамед I Тапар (персијски: محمد بن ملكشاه‎; Muḥammad bin Tapar; 21. јануара 1082—5. априла 1118) био је султан Селџука (1105—1118).

## Биографија
Био је један од синова Малик Шаха I и након његове смрти (1092) борио се за власт са својом браћом. Након смрти његовог брата Баркијарука, свргнуо је његовог сина Малик Шаха II и преузео власт (1105. година).
Иако је формално владао сам, многе његове територије биле су практично самосталне. На истоку, у Хорасану је Ахмед Санџар владао потпуно самостално, а на западу се одметнуо Румски султанат иако је његов вођа Килиџ Арслан погинуо 1107. године у борби са Мухамедом. Настојао је учврстити своју власт браком своје кћери са ћерком абасидског калифа. Неколико пута је покретао џихад против крсташа, слао је Мавдуда, Ил Газија и Сокмана на хришћанску војску. Сваки пут походи су завршени неуспехом. Наследио га је син Махмуд II.